# Wieże ciśnień w Lwówku Śląskim
Wieże ciśnień w Lwówku Śląskim – zabytkowe wieże ciśnień znajdujące się przy ul. Towarowej w Lwówku Śląskim. Wieże znajdują się w gminnej ewidencji zabytków (GEZ).

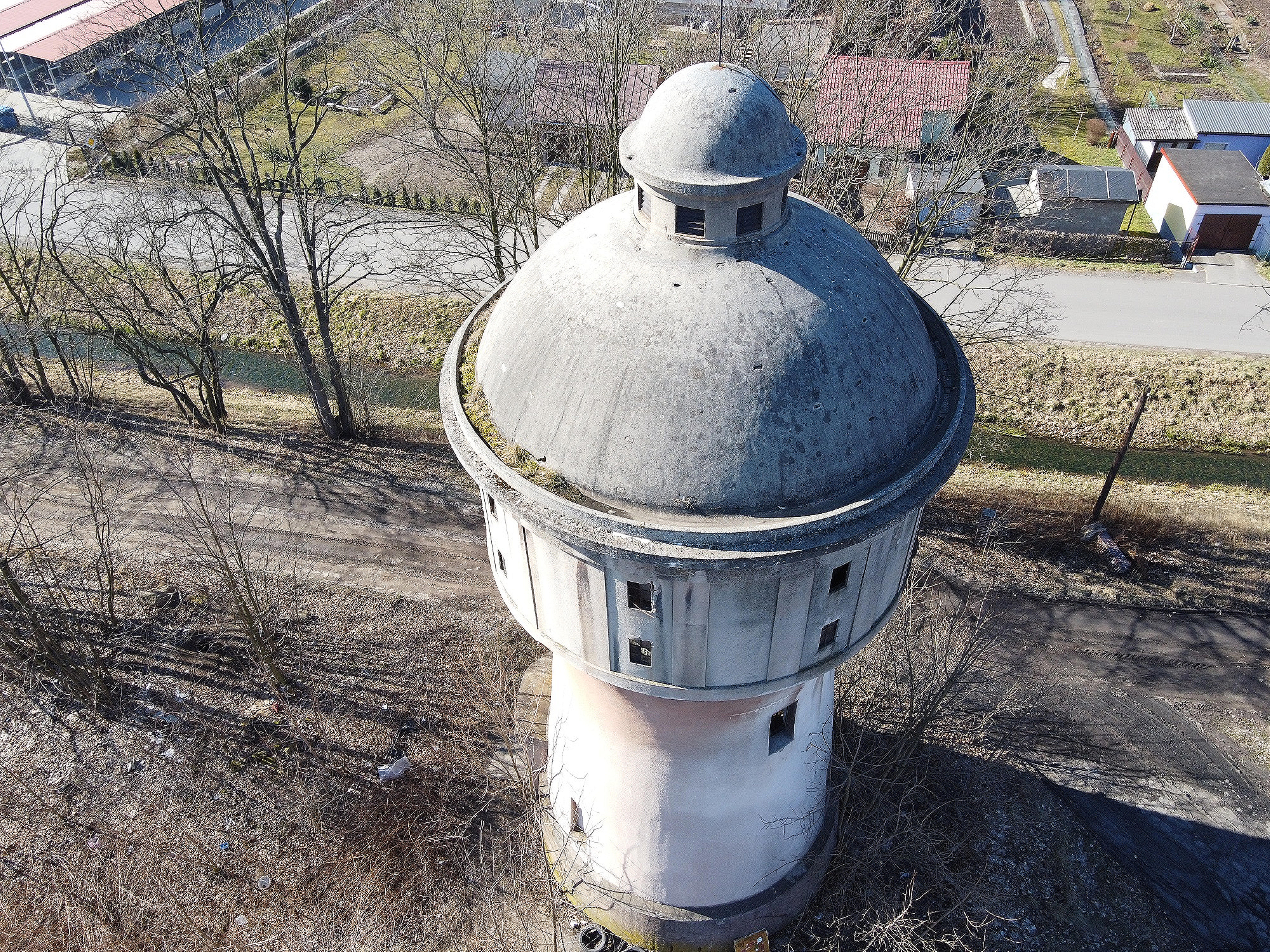
Żelbetowa wieża ciśnień

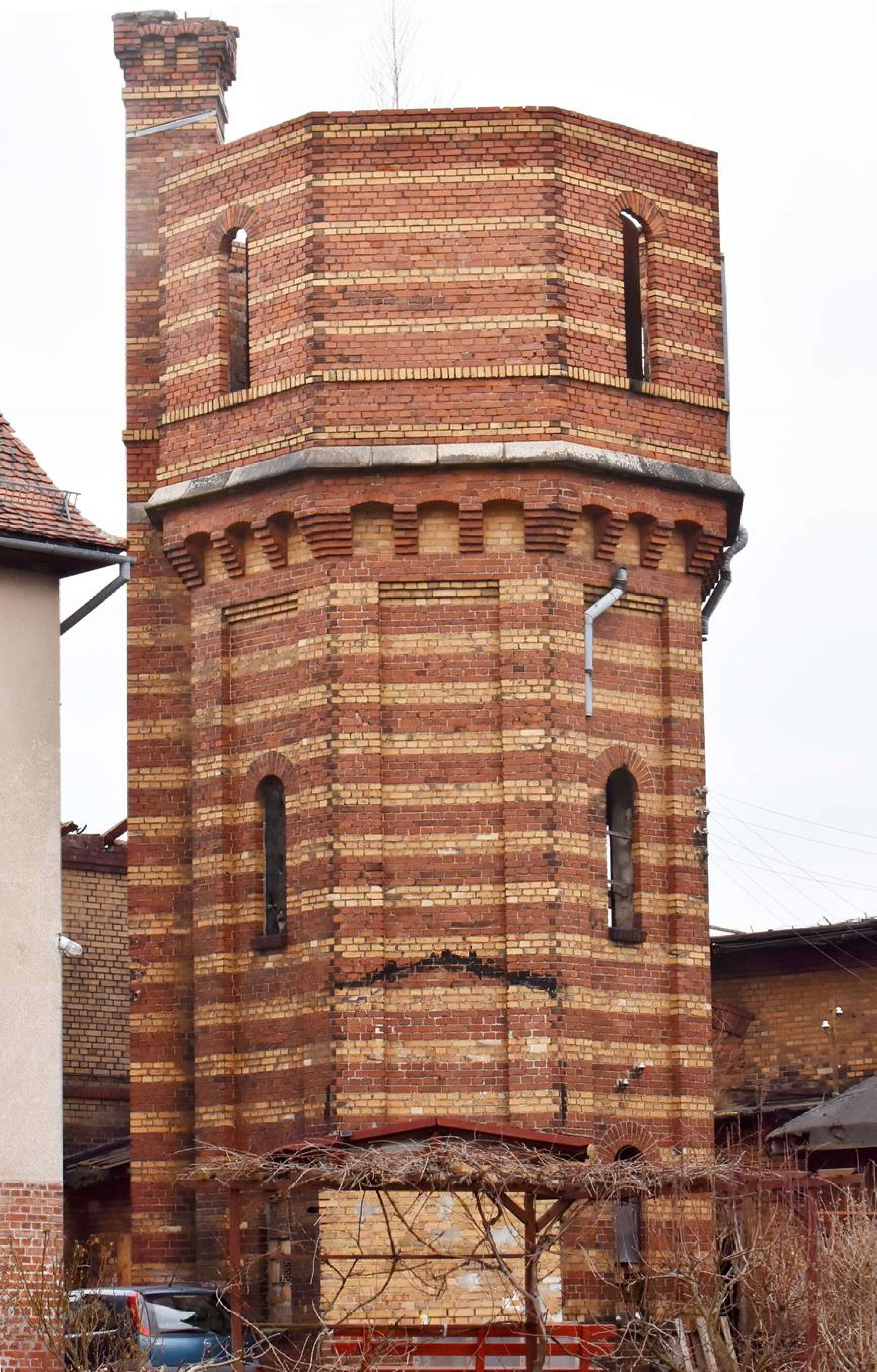
Ceglana wieża ciśnień

## Żelbetowa
Żelbetowa wieża ciśnień, znajdująca się w odległości 400 metrów w linii prostej od dworca kolejowego w Lwówku Śląskim, została wybudowana przed 1925 rokiem. Budynek wzniesiono na planie koła z rozszerzającym się ku górze trzonem. Szczyt budynku zwieńczono kopulastym sklepieniem żelbetowym i latarnią. Wieża może pomieścić 20 tysięcy litrów wody. Obiekt postawiono na potrzeby infrastruktury kolejowej.

## Ceglana
Ceglana, trzykondygnacyjna wieża ciśnień, została wybudowana między ulicami Towarową, Rzeczną i Działkową, obok zabudowań dawnej parowozowni. Infrastruktura towarzysząca dworcowi kolejowemu w Lwówku Śląskim pochodzi z końca XIX wieku, a sam dworzec z 1885 roku. Postawienie ceglanej wieży ciśnień datuje się na 3 ćw. XIX w.
Wieża znajduje się w odległości 600 metrów w linii prostej od dworca kolejowego, w tym 200 metrów od żelbetowej wieży ciśnień. Konstrukcja wieży ciśnień, według typowego projektu kolei niemieckich, powstała na planie ośmiokąta. Wartym zwrócenia uwagi jest klinkierowa elewacja (pasowy układ dwukolorowej, czerwono-żółtej cegły zestawionej poziomo). 
Otwory okienne obiektu zostały zwieńczone łukami. Sama wieża pozbawiona jest zadaszenia. Jej głowicę zdobi częściowo uszkodzony, ceglany gzyms, który nadaje wieży cech budowli obronnej, a który wkomponowano w bryłę budynku ze względu na popularny w czasie budowy obiektu nurt historyzmu w architekturze. Pompa w dawnej wieży ciśnień nadal jest sprawna. W bezpośrednim sąsiedztwie obiektu znajduje się pochodzący z tego samego okresu budynek mieszkalny dla pracowników kolei, który jako jedyny z całego kompleksu jest zadbany i zamieszkiwany. W latach 1950–1995, wraz ze stopniową likwidacją infrastruktury kolejowej (w tym lokomotywowni), reszta obiektów zaczęła popadać w ruinę.

## Galeria

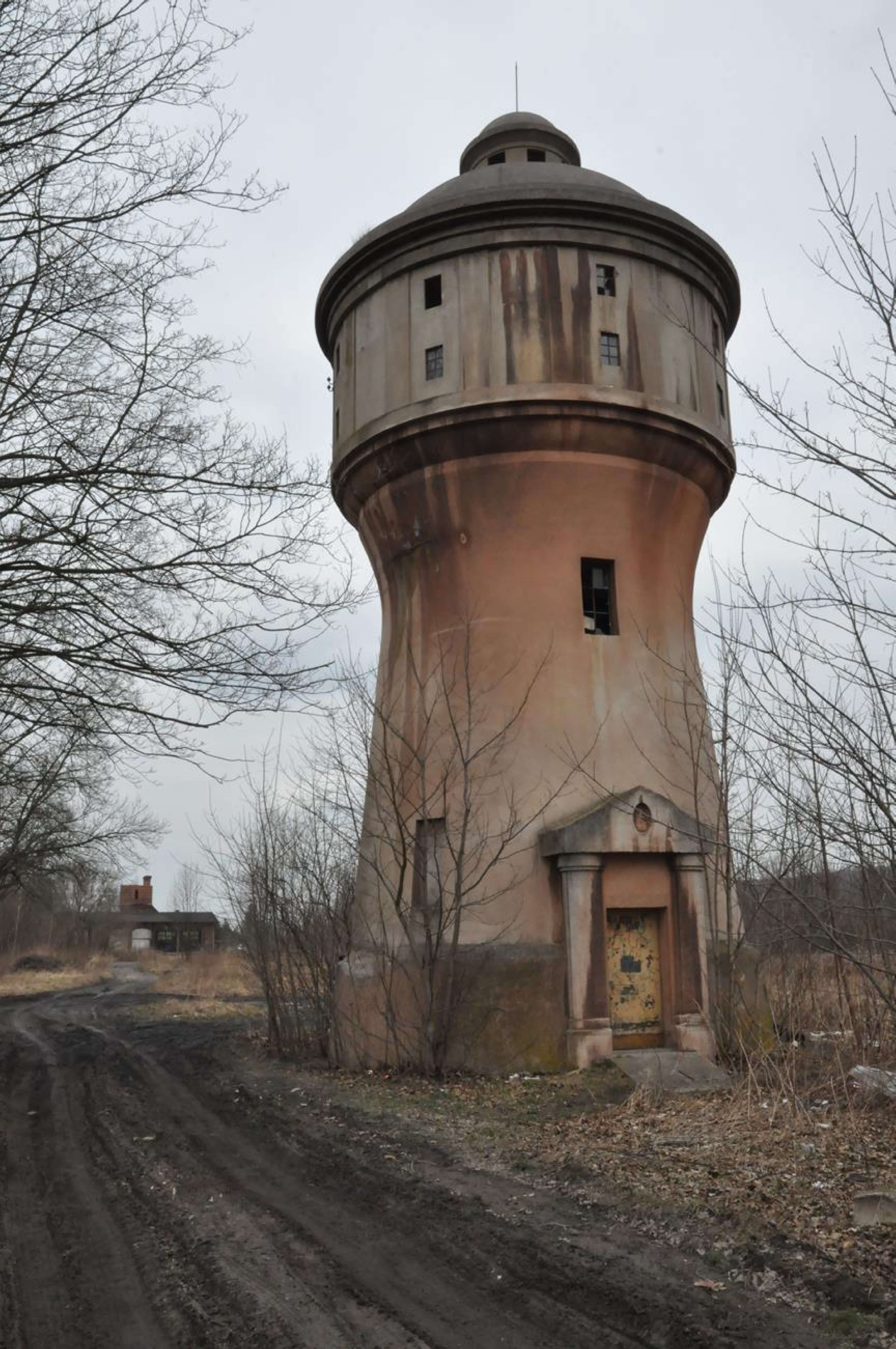
Portal z portykiem
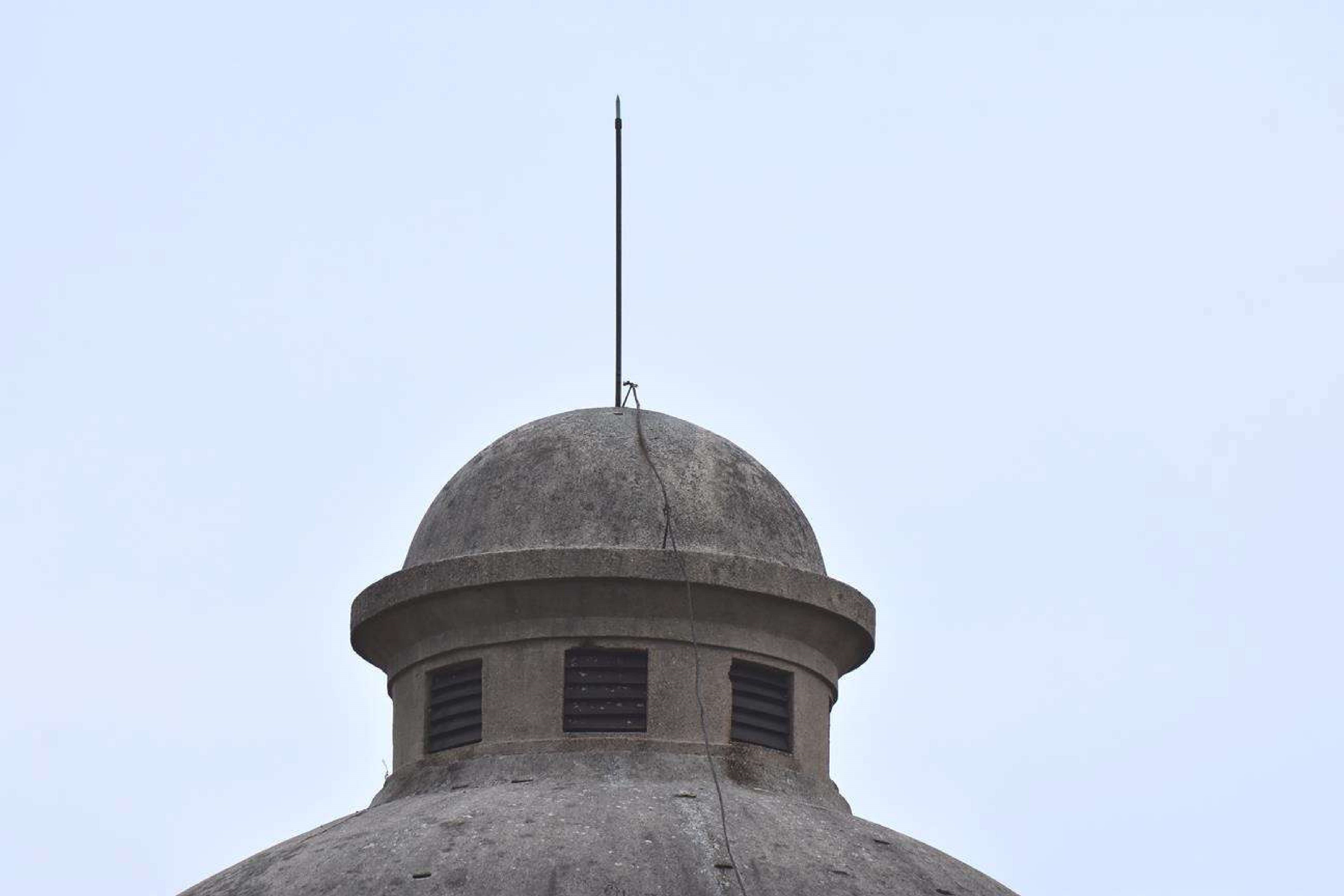
Piorunochron na latarni wieży
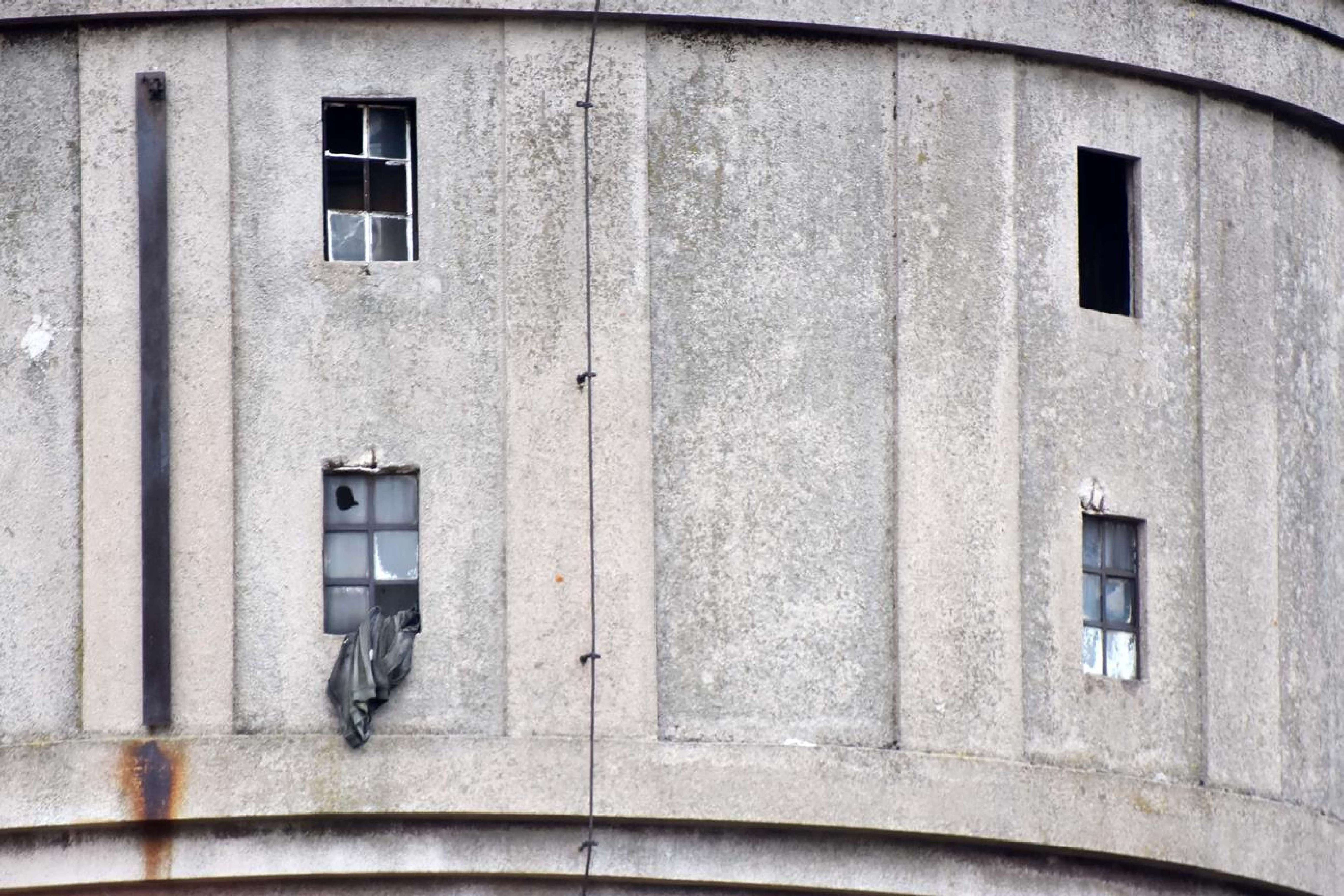
Dekoracyjne pilastry w górnej części budynku
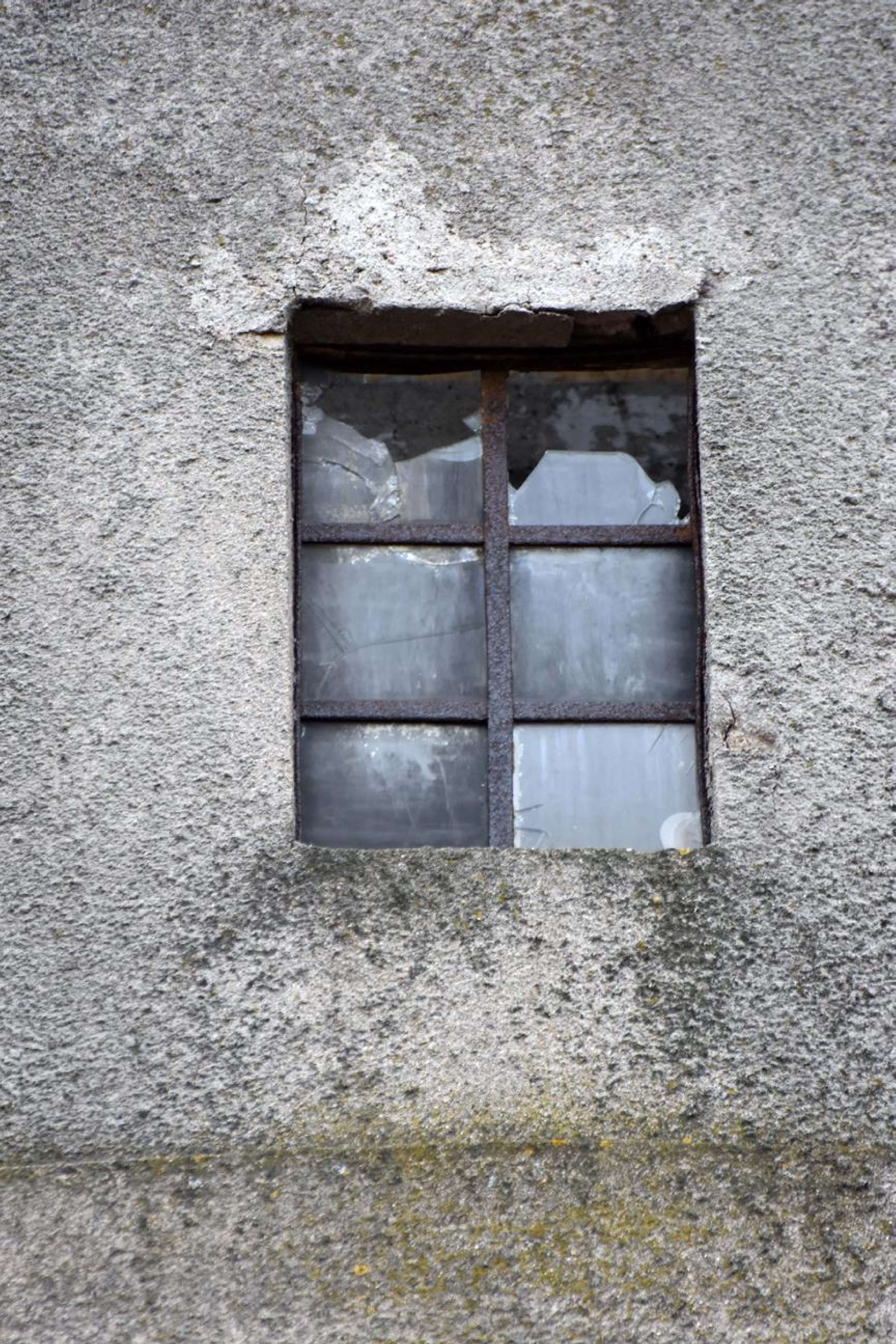
Okno żelbetowej wieży ciśnień
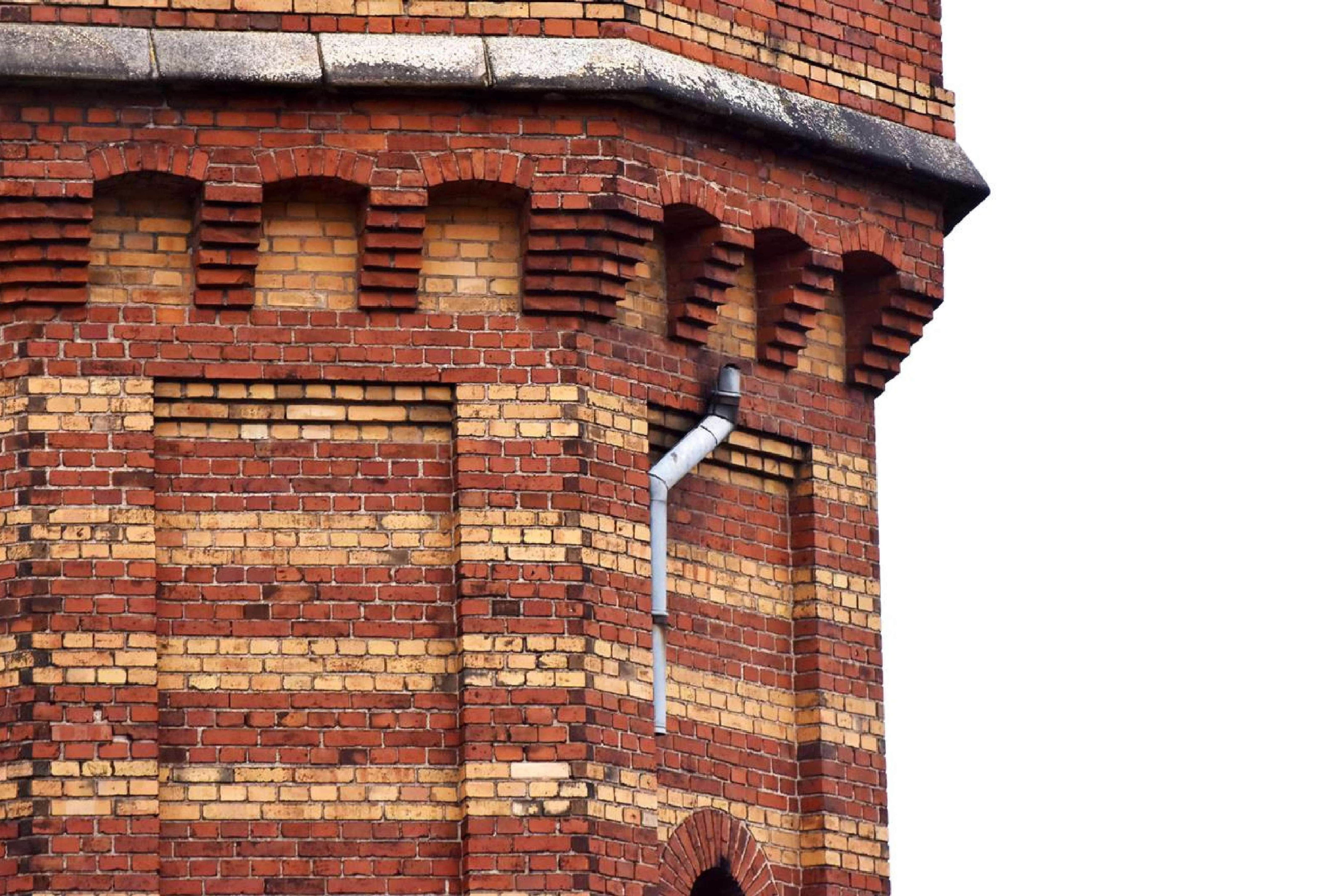
Gzymsy budowli
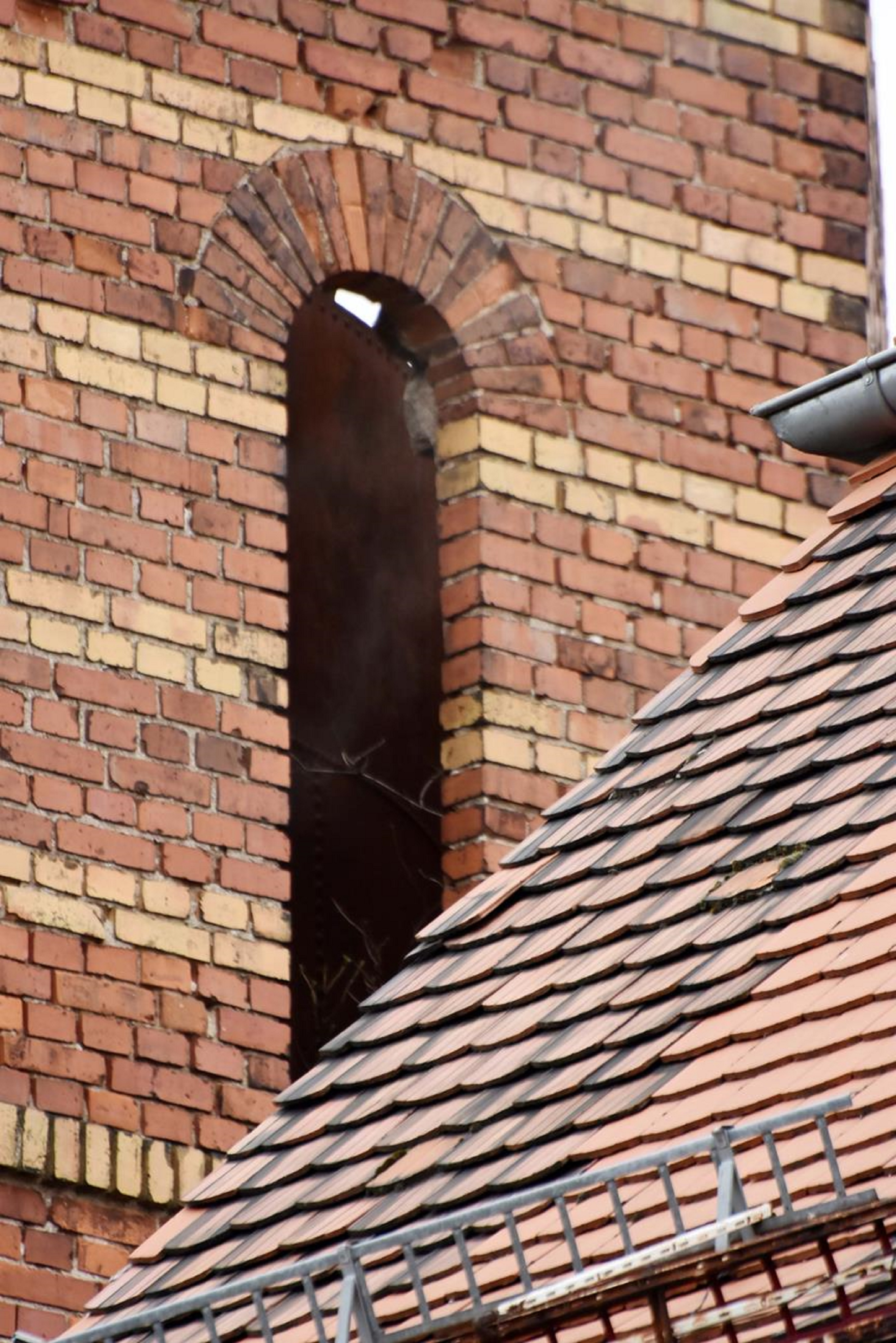
Otwór okienny
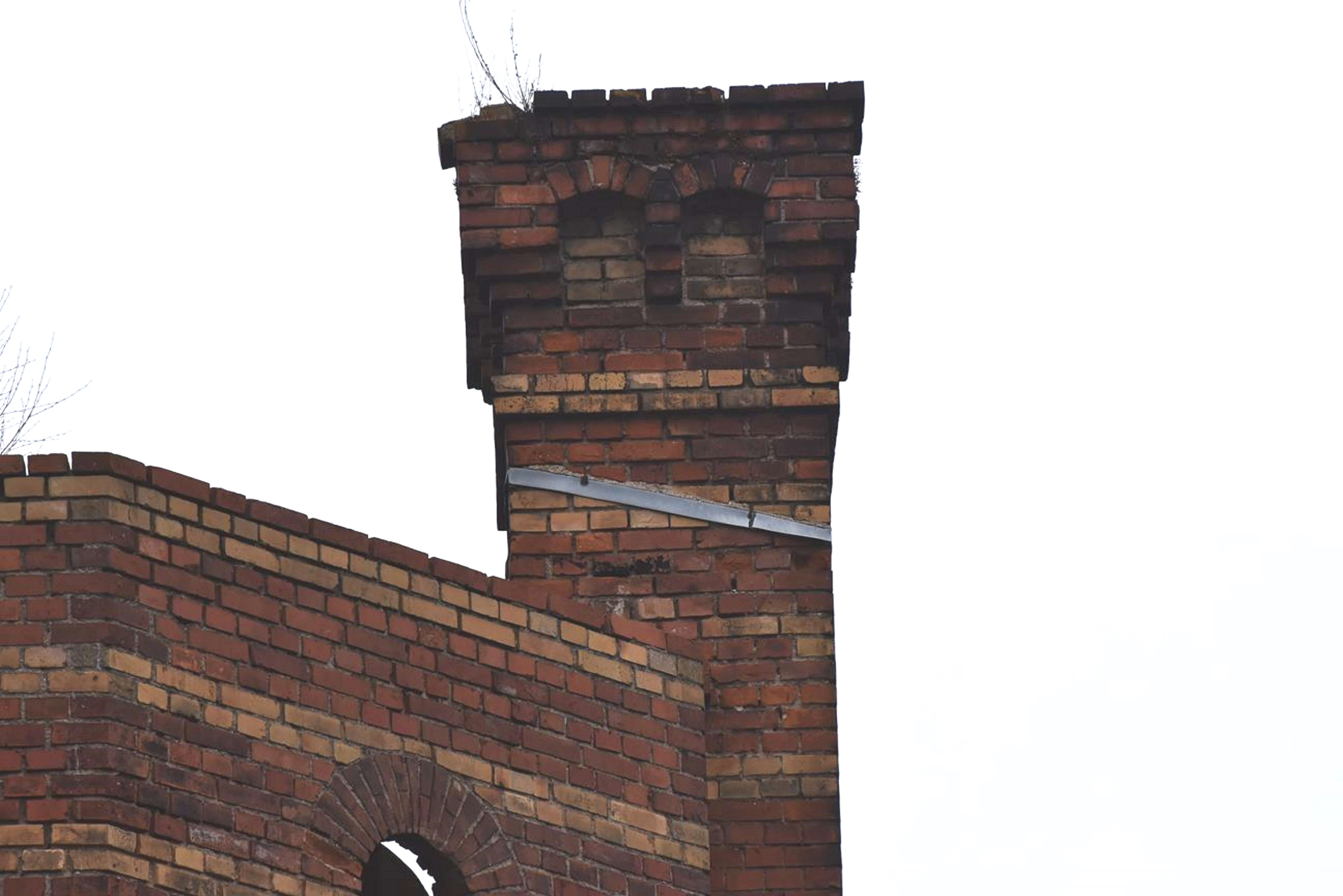
Widok na komin